# Agostino Saluzzo
Agostino Saluzzo (1631 em Nápoles - 1700 em Corigliano Calabro) foi o 122.º Doge da República de Génova, rei da Córsega, príncipe de Lequile e duque de Corigliano Calabro.

## Biografia
Membro da família Saluzzo, de origem em Bonassola, mudou-se para Génova em 1438, mas era no Reino de Nápoles que tinham os seus interesses económicos e feudais e onde se desenvolveram os ramos napolitanos da família. Agostino Saluzzo subiu ao cargo de Doge com a eleição de 5 de julho de 1673 e o seu mandato foi septuagésimo sétimo no sistema bienal de sucessão e n.º cento e vinte e dois na história republicana. Como Doge, ele também foi investido no cargo bienal de rei da Córsega. Depois do término do mandato em 4 de julho de 1675, ele continuaria a servir a república até à sua morte em Corigliano Calabro em 1700.